# O faptă bună
O faptă bună este un film românesc din 2015 regizat de Andrei Gruzsniczki. Rolurile principale au fost interpretate de actorii Medeea Marinescu, Adrian Titieni.

## Distribuție
Distribuția filmului este alcătuită din:
- Adrian Titieni — Soțul
- Nicoleta Lefter
- Liliana Ghiță
- Medeea Marinescu — Soția